# Osapska reka
Osapska reka (italijansko: Rio Ospo) je reka ali potok, ki izvira v Osapski jami (tudi jama Grad) blizu vasi Osp na Primorskem. Reka, ki v sušnem obdobju presahne, v deževnem obdobju svoje vode nabira tudi na pobočjih Osapske doline, nad Ospu bližnjo vasjo Gabrovica pri Črnem Kalu, v okolici Tinjana, itd. Osapska reka po slovenskem ozemlju teče nekaj več kot dva kilometra, pot nadaljuje po italijanskem ozemlju, kjer je regulirana in se po približno 4 kilometrih od državne meje v bližini naselja Milje izliva v Tržaški zaliv (natančneje Miljski oziroma Žaveljski zaliv). 